# جنك أوزكاكار
جنك أوزكاكار (مواليد 6 أكتوبر 2000) هو لاعب كرة قدم تركي يلعب كمدافع في نادي آود هيفرلي لوفين.